# Vale of Tears
Vale of Tears è un singolo del gruppo musicale polacco Riverside, pubblicato il 27 luglio 2018 come primo estratto dal settimo album in studio Wasteland.

## Descrizione
Terza traccia dell'album, si tratta della prima pubblicazione inedita del gruppo dopo la scomparsa del chitarrista Piotr Grudziński avvenuta nel 2016 e rappresenta un ritorno alle sonorità pesanti e oscure degli esordi.

## Tracce
Testi e musiche di Mariusz Duda.
1. Vale of Tears – 4:49

## Formazione
Gruppo
- Mariusz Duda – voce, chitarra elettrica, basso, piccolo bass
- Piotr Kozieradzki – batteria
- Michał Łapaj – tastiera, organo Hammond

Altri musicisti
- Mateusz Owczarek – assolo di chitarra

Produzione
- Mariusz Duda – produzione
- Magda Srzedniccy – produzione, registrazione, missaggio, mastering
- Robert Srzedniccy – produzione, registrazione, missaggio, mastering
- Pawel "Janos" Grabowski – registrazione batteria